# Sphagnum novae-caledoniae
Sphagnum novae-caledoniae là một loài rêu trong họ Sphagnaceae. Loài này được Paris & Warnst. mô tả khoa học đầu tiên năm 1910.